# Józef Kurpesa
Józef Kurpesa (ur. 4 października 1911 we wsi Niedas - Tuszynie, zm. 19 marca 1973 tamże), syn Antoniego i Ewy – polski lekkoatleta, specjalizujący się w biegach średniodystansowych i długodystansowych.
Członek oddz. Związku Strzeleckiego w Tuszynie. Zawodnik Strzeleckiego Klubu Sportowego-Łódź (1934), w 1939 r.  zawodnik Łódzkiego Klubu Sportowego.
W latach 1956–1958 był burmistrzem Tuszyna.

## Osiągnięcia
- Mistrzostwa Polski seniorów w lekkoatletyce
  - Bydgoszcz 1933 – srebrny medal w biegu na 5000 m
  - Białystok 1935 – brązowy medal w biegu na 5000 m, brązowy medal w biegu przełajowym na 8 km (Bydgoszcz)
  - Warszawa 1938 – srebrny medal w biegu na 1500 m
  - Poznań 1939 – brązowy medal w biegu na 800 m
  - Poznań 1946 – złoty medal w biegu przełajowym na 6 km

## Rekordy życiowe
- bieg na 400 metrów
  - stadion – 53,30 (Łódź 1939)
- bieg na 800 metrów
  - stadion – 1:58,60 (Poznań 1939)
- bieg na 3000 metrów
  - stadion – 9:15,70 (Łódź 1946)
- bieg na 5000 metrów
  - stadion – 15:58,20 (Cieszyn 1946)